# Шведский языковой совет
Шведский языковой совет (швед. Språkrådet) — полуофициальный орган, регулирующий использование и улучшение шведского языка. Частично финансируется правительством Швеции. Совет осуществляет регулирование посредством публикаций книг с рекомендациями по орфографии и грамматике шведского языка и других книг по лингвистике, предназначенных для широкой аудитории, средства от продажи которых идут на финансирования работы Совета. Совет также работает с языками пяти официальных языковых меньшинств Швеции: финским, меянкиели, идиш, цыганским и саамскими, а также шведским языком жестов.
Шведский языковой совет включает в себя другие организации, заинтересованные регулировании шведского языка, такие как Шведская академия, Шведское радио, и другие организации, представляющие интересы журналистов, учителей, писателей, актеров и переводчиков.
Совет с 1965 года издаёт ежеквартальный журнал «Språkvård» (буквально — «Уход за языком»), который публикует статьи об использовании и развитии шведского языка, ответы на вопросы читателей по орфографии и грамматики, а также руководящие принципы по использованию шведского языка в различных контекстах. В настоящее время насчитывает более 6500 подписчиков.

## История
Ещё в 1930-х годах возникла идея создания организации для регулирования языковой политики стран Северной Европы, но её реализации помешала вторая мировая война, в которую были втянуты все страны Северной Европы, кроме Швеции. На исходе войны, 3 марта 1944 года группа из 16 организаций провела первое учредительное собрание организации. получившей название Nämnden för svensk språkvård («Комитет по культивированию шведского языка»).
В 1973 году Комитет был реорганизован и принял своё нынешнее название. Правительство Швеции первоначально гарантировало финансирование четырёх постоянных сотрудников Совета; в настоящее время финансирование не ограничивается фиксированной численностью персонала, а определяется реальными потребностями Совета. При этом правительство на правах спонсора имеет право назначать председателя и руководителя секретариата Совета.
Шведский языковой совет был вынужден удалить слово Ogooglebar из топ-10 списка новых шведских слов по иску компании Google о защиты бренда. Совет выразил своё «неудовольствие» в связи с «попыткой Google контролировать язык».